# Verden (1706)
Verden var ett svenskt linjeskepp byggt 1706 efter ritningar av Charles Sheldon i Karlskrona och bestyckad med 54 kanoner. Hon deltog i sjöslagen vid Köge bukt 1710, Hogland 1713 och Rügen 1715. Fartyget ingick i förenade flottan 1720–21, samt i 1741–42 års flottor. Hon blev utrangerad 1754.